# 2 Tone Records
2 Tone Records (auch Two Tone Records oder 2-Tone Records) war ein britisches Musiklabel, das von Juli 1979 bis Mitte der 1980er Jahre vor allem Ska- und Reggae-beeinflusste Musik veröffentlichte, die im Umfeld von Punkrock und New Wave wahrgenommen wurde. Das Label 2 Tone war Auslöser und Namensgeber der 2-tone-Musik- und -Kulturszene, die in den 1980er Jahren die Ska-Tradition der 1960er Jahre aufgriff und um Elemente des Punk/New Wave erweiterte. Sein Markenzeichen waren die zwei (Farb)töne („two tone“) schwarz und weiß, insbesondere als Silhouette eines Menschen in der schwarz-weißen Farbgebung des Labels auf den Platten – Demonstration des gemischtrassigen Hintergrunds der neuen Ska-Bewegung.

## Labelgeschichte
Das Label wurde 1979 in Coventry von Jerry Dammers gegründet, dem Kopf der englischen Ska-Revival-Band The Specials. Eigentlich sollte es nur dazu dienen, seine eigenen Platten herauszubringen. Als die Specials sich 1985 auflösten, war das auch das Ende des Labels; später wurden aber noch einige Kompilationsalben herausgegeben.
Zum 2 Tone-Label gehörten im ersten Jahr, außer den Specials, auch die prominenten Ska-Bands The Selecter, Madness und The Beat, die aber alle innerhalb der ersten zwei Jahre zu anderen Plattenfirmen wechselten. Die Verträge von 2 Tone Records erlaubten es jedem Künstler, auch nach Veröffentlichung nur einer Single das Label wieder zu verlassen (eine in der Musikindustrie der frühen 1980er sonst nicht übliche Praxis). Sowohl Madness als auch The Beat nutzten dies aus – Madness unterschrieben nach dem ersten Hit bei Stiff Records, The Beat gründeten ihr eigenes Label Go Feet Records. The Selecter wechselten zu Chrysalis Records, die auch für den Vertrieb von 2 Tone Records zuständig waren.
Das Label 2 Tone war sehr erfolgreich; von den ersten 20 Single-Veröffentlichungen konnten sich 16 in den britischen Charts platzieren, zwei davon erreichten die Nummer-Eins-Position; von den ersten zehn LP-Veröffentlichungen kamen sieben in die Hitparade.
2 Tone Records war eng mit dem Ska-Revival der frühen 1980er Jahre verbunden. Als die Welle abgeebbt war, versuchte Dammers noch, die Klientel des Labels weiter zu fassen mit Veröffentlichungen von Funk-Punk-Band The Higsons oder dem Jazzfunk von The Apollinaires, jedoch mit wenig Erfolg.

## Zitat
„Streng genommen existiert 2 Tone als Plattenlabel gar nicht. Es ist mehr eine Parodie eines Plattenlabels – abgesehen davon, dass es erfolgreicher ist als die ganzen richtigen!“ Jerry Dammers, 1979

## Künstler auf2 Tone Records
- The Apollinaires
- Bad Manners (nur auf der Kompilation Dance Craze)
- The Beat (in den USA als The English Beat)
- The Bodysnatchers
- Elvis Costello & The Attractions (eine unveröffentlichte Single)
- The Friday Club
- The Higsons
- JB’s Allstars (eine Band von Specials Drummer „J.B.“ John Bradbury)
- Madness
- Rhoda Dakar
- Rico Rodriguez
- The Selecter
- The Specials, auch als The Special AKA
- The Swinging Cats[4]

## Diskografie

### Singles
die Singles auf 2 Tone waren:
- 1979: TT1/2 The Special A.K.A. – Gangsters / The Selecter – The Selecter (UK-Charts Platz 6)
- 1979: TT3 Madness – The Prince / Madness (UK # 16)
- 1979: TT4 The Selecter – Too Much Pressure / On My Radio (UK # 8)
- 1979: TT5 The Specials featuring Rico+ – A Message to You Rudy / Nite Klub (UK-Charts # 10)
- 1979: TT6 The Beat – Tears of a Clown / Ranking Full Stop (UK # 6)
- 1980: TT7 (unveröffentlicht, jedoch wurden einige Exemplare gepresst) Elvis Costello & the Attractions – I Can’t Stand Up for Falling Down / Girls Talk
- 1980: TT7 The Special a.k.a. live! featuring Rico (EP) – Too Much Too Young / Guns of Navarone // Skinhead Symphony (Longshot Kick the Bucket/Liquidator/Skinhead Moonstomp) (UK # 1)
- 1980: TT8 The Selecter – Three Minute Hero / James Bond (UK # 16)
- 1980: TT9 The Bodysnatchers – Let’s Do Rock Steady / Ruder Than You (UK # 22) (erste Pressungen der Single geben den Titel falsch als People Do Rock Steady an)
- 1980: TT10 The Selecter – Missing Words / Carry Go Bring Come (UK # 23)
- 1980: TT11 The Specials – Rat Race / Rude Buoys Outa Jail (UK # 5)
- 1980: TT12 The Bodysnatchers – Easy Life / Too Experienced (UK # 50)
- 1980: TT13 The Specials – Stereotype / International Jet Set (UK # 6)
- 1980: TT14 The Swinging Cats – Away / Mantovani
- 1980: TT15 Rico – Sea Cruise / Carolina
- 1980: TT16 The Specials – Do Nothing / Maggie’s Farm (UK # 4)
- 1981: TT17 The Specials – Ghost Town // Why? / Friday Night, Saturday Morning (UK # 1)
- 1982: TT18 Rhoda with the Special a.k.a. – The Boiler / Theme from the Boiler (UK # 35)
- 1982: TT19 Rico and the Special A.K.A – Jungle Music / Rasta Call You
- 1982: TT20 The Apollinaires – The Feeling’s Gone / The Feeling’s Back
- 1982: TT21 The Higsons – Tear The Whole Thing Down / Ylang Ylang
- 1982: TT22 The Apollinaires – Envy The Love / Give It Up
- 1982: TT23 The Special A.K.A. – War Crimes (The Crime Remains The Same) / Version
- 1983: TT24 The Higsons – Run Me Down / Put The Punk Back Into Funk
- 1983: TT25 The Special A.K.A. – Racist Friend / Bright Lights (UK-Charts Platz 60)
- 1984: TT26 The Special A.K.A. – Nelson Mandela / Break Down The Door (UK-Charts Platz 9)
- 1984: TT27 The Special A.K.A. – What I Like Most About You Is Your Girl Friend / Can’t Get A Break
- 1985: TT28 The Friday Club – Window Shopping / Window Shopping (Instrumental)
- 1986: TT29 J.B.'s Allstars – The Alphabet Army / Al. Arm
- 1991: TT30 The Specials – Ghost Town (revisited) / Ghost Dub '91
- 1993: TT31 Various – The 2 Tone EP (EP) – The Special A.K.A. – Gangsters / Madness – The Prince // The Selecter – On my Radio / The Beat – Tears Of A Clown

### Alben
Die LPs auf 2 Tone waren:
- TT5001 The Specials – The Specials (1980, UK # 4)
- TT5002 The Selecter – The Selecter (1980, UK # 5)
- TT5003 The Specials – More Specials (1981, UK # 5)
- TT5004 Various Artists – Dance Craze (1981, Soundtrack, UK # 5)
- TT5005 Rico – That Man Is Forward (1981)
- TT5006 Rico – Jama Rico (1982)
- TT5007 Various Artists – This Are Two Tone (1983, Kompilation; UK # 51)
- TT5008 The Special A.K.A. – In the Studio (1984, UK # 34)
- TT5009 Various Artists – The 2 Tone Story (1989, UK # 16)
- TT5010 The Specials – The Specials Singles (Kompilation, 1991)
- TT5011 The Specials – Live at the Moonlight Club 1979 (1992)
- TT5012 Various Artists – The Best of 2 Tone
- TT5013 Various Artists – The Compact 2 Tone Story